# Spanische Feldhandball-Meisterschaft
Die Spanische Feldhandball-Meisterschaft (spanisch Campeonato de España de balonmano en campo) war die Feldhandball Meisterschaft von Spanien.

## Meister
| Jahr | Meister                  | Resultat | Vizemeister              | Mannschaften |
| ---- | ------------------------ | -------- | ------------------------ | ------------ |
| 1942 | S.E.U. Valladolid        |          | F.J. Murcia              |              |
| 1943 | San Fernando             |          | Amaikak Bat              |              |
| 1944 | CD Esperanza             | 3:2      | FC Barcelona             |              |
| 1945 | FC Barcelona             | 3:2      | S.E.U. Madrid            | 8            |
| 1946 | FC Barcelona             | 4:2      | CD Esperanza             |              |
| 1947 | FC Barcelona             | 8:5      | SEU Barcelona            |              |
| 1948 | S.E.U. Barcelona         | 9:5      | Real Sociedad Gimnástica |              |
| 1949 | FC Barcelona             | 10:7     | Atlético Madrid          |              |
| 1950 | U.A. San Gervasio        | 9:5      | Atlético Madrid          |              |
| 1951 | FC Barcelona             | 11:9     | U.A. San Gervasio        |              |
| 1952 | Real Madrid              |          | U.A. San Gervasio        |              |
| 1953 | U.A. San Gervasio        | 8:7      | CF Badalona              |              |
| 1954 | Real Sociedad Gimnástica | 2:1      | FC Barcelona             |              |
| 1955 | Real Madrid              | 9:7      | Amaikak Bat              |              |
| 1956 | BM Granollers            | 9:3      | Salleko de San Sebastián | 12           |
| 1957 | FC Barcelona             | 11:5     | Traviesas de Vigo        | 6            |
| 1958 | Traviesas de Vigo        | 12:9     | Anayak de San Sebastián  | 6            |
| 1959 | BM Granollers            | 17:8     | CE Sabadell              |              |

## Erfolgreichste Vereine
| Rang | Verein                   | Meister | Zweiter | Titeljahre                         |
| ---- | ------------------------ | ------- | ------- | ---------------------------------- |
| 1.   | FC Barcelona             | 6       | 2       | 1945, 1946, 1947, 1949, 1951, 1957 |
| 2.   | U.A. San Gervasio        | 2       | 2       | 1950, 1953                         |
| 3.   | Real Madrid              | 2       | 0       | 1952, 1955                         |
| 3.   | BM Granollers            | 2       | 0       | 1956, 1959                         |
| 5.   | CD Esperanza             | 1       | 1       | 1944                               |
| 5.   | S.E.U. Barcelona         | 1       | 1       | 1948                               |
| 5.   | Real Sociedad Gimnástica | 1       | 1       | 1954                               |
| 5.   | Traviesas de Vigo        | 1       | 1       | 1958                               |
| 9.   | S.E.U. Valladolid        | 1       | 0       | 1942                               |
| 9.   | San Fernando             | 1       | 0       | 1943                               |
| 11.  | Amaikak Bat              | 0       | 2       |                                    |
| 11.  | Atlético Madrid          | 0       | 2       |                                    |
| 13.  | F.J. Murcia              | 0       | 1       |                                    |
| 13.  | S.E.U. Madrid            | 0       | 1       |                                    |
| 13.  | CF Badalona              | 0       | 1       |                                    |
| 13.  | Salleko de San Sebastián | 0       | 1       |                                    |
| 13.  | Anayak de San Sebastián  | 0       | 1       |                                    |
| 13.  | CE Sabadell              | 0       | 1       |                                    |